# Rhayner
Rhayner Santos Nascimento (ur. 5 września 1990 w Serra) – brazylijski piłkarz występujący na pozycji pomocnika.

## Kariera piłkarska
Od 2009 roku występował w Grêmio Prudente, Marília, Cascavel, Figueirense, Linense, Náutico, Fluminense FC, EC Bahia, Vitória, Ponte Preta i Kawasaki Frontale.